# Szarvaszó
Szarvaszó (románul: Sarasău, jiddisül סאראסאו) falu Romániában, Máramaros megyében, a történeti Máramarosban.

## Fekvése
Máramarosszigettől hét kilométerre nyugatra, a Románia és Ukrajna között határfolyót képező Tisza bal partján fekszik. A község 8523 hektáros területéből 3051 hektár rét, 2168 hektár erdő, 1186 hektár legelő és 1054 hektár szántó.

## Nevének eredete
Nevét patakjáról kapta, az pedig az 'elágazó vízmeder' jelentésű szarv és az 'időszakos vízfolyás' jelentésű aszó szó összetételéből való. 1345-ben Zorwazou, 1360-ban Zarvassov, 1398-ban Zaruaszou alakban írták.

## Története
Lajos király 1345-ben megerősítette kenézségében Erdő vajda fiait, Aprusát és Marust, nagybátyjukat, Sztánt és ennek fiát, Myket. Ők 1360-ra nemességet kaptak és a falut birtokukként kapták. Közülük származott a Máramaros vármegyében gyakran fontos tisztségeket betöltő Gerhes (Görhes), Bank és Birtok család. Máramarosi román kisnemesi falu volt. A Bánk és Girhes családok tagjai részt vettek a Dózsa György-féle parasztfelkelésben. 1720-ban tizenöt nemesi és két jobbágytelket írtak össze benne. Görögkatolikus iskoláját először 1845-ben említették.
1880-ban 692 lakosából 553 volt román, 75 német (jiddis), 28 magyar és 22 ruszin anyanyelvű; 594 görögkatolikus, 75 zsidó és 21 római katolikus vallású.
2002-ben 2416 lakosából 2400 volt román anyanyelvű; 1232 ortodox, 1031 görögkatolikus és 76 baptista vallású.

## Közlekedés
A települést érinti a Szálva–Alsóvisó–Visóvölgy–Máramarossziget-vasútvonal.

## Látnivalók
- Ortodox (volt görögkatolikus) temploma talán a 16. században épült. Narthexét 1699-ben festették ki. 1770-ben újították.
- A Mihályi-ház (2. sz.) a 18. században, a Iurca- (202. sz.) és a Man-ház (204. sz.) a 19. században épült.
- A Ciuroi-patak vízesése egy 35–40 méteres, függőleges andezitsziklán zúdul le.[3]
- A falu patakja mentén forrásirányban, délnyugat felé egy hegyen valószínűleg a 13. században épült, ovális alaprajzú vár szerény nyomai fedezhetők fel.[4]

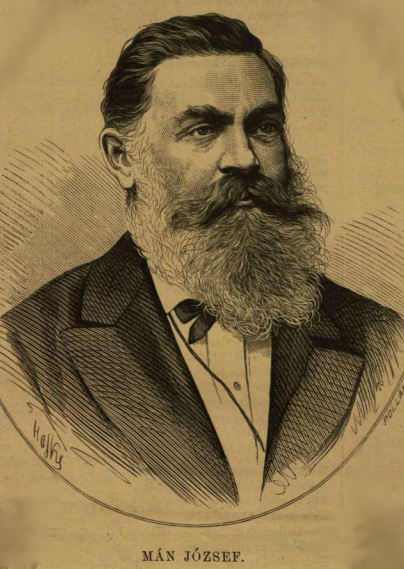
Iosif Man/Mán József

## Híres emberek
- Itt született 1816-ban Iosif Man (Mán József) 1848-ban máramarosi kormánybiztos, később főispán.
- Itt halt meg 1875-ben Mihályi Gábor 1848/49-es máramarosi kormánybiztos és főispán.

## Kapcsolódó szócikkek

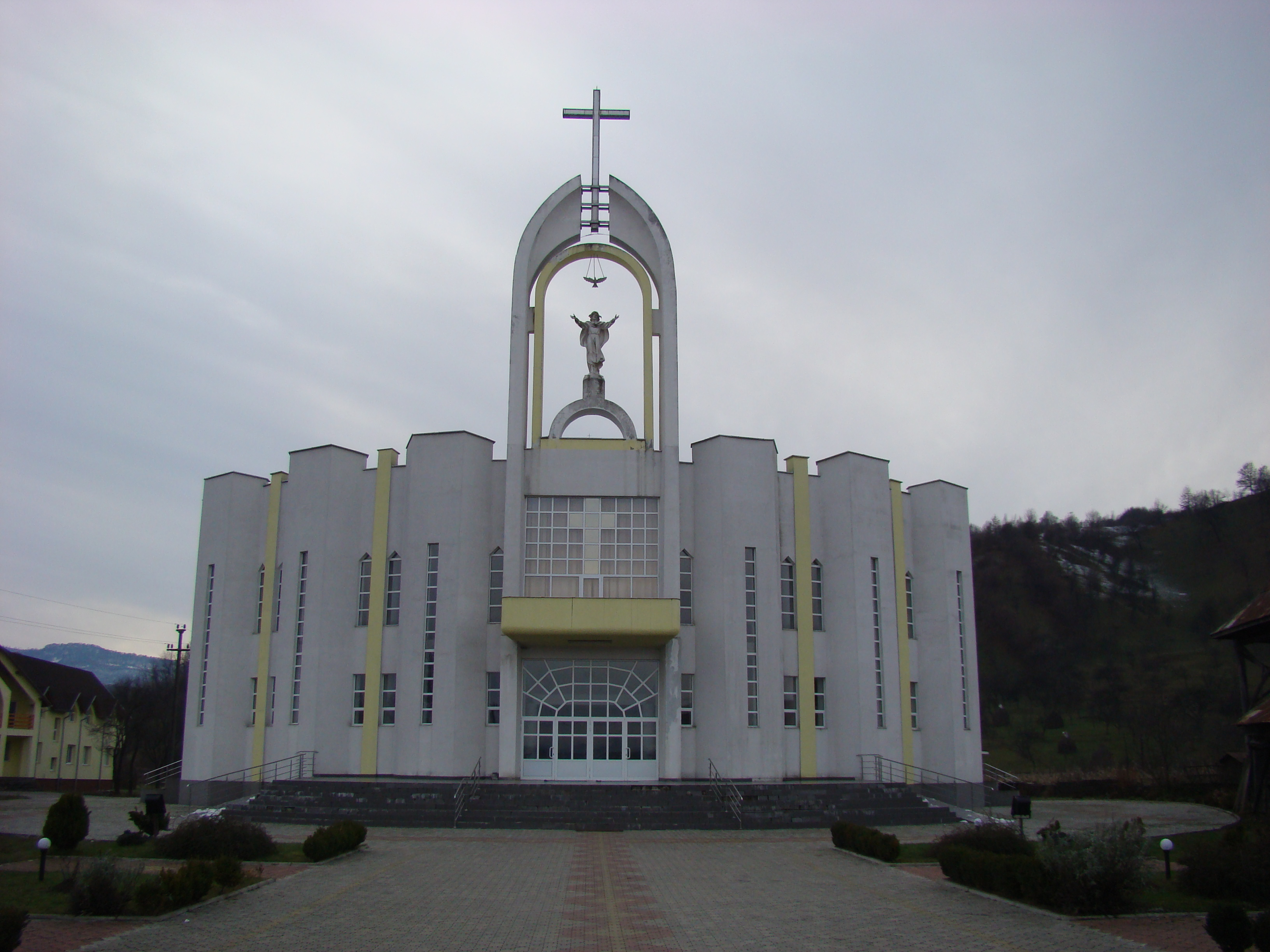
Modern görögkatolikus templom